# Pomnik Iwana Paskiewicza w Warszawie

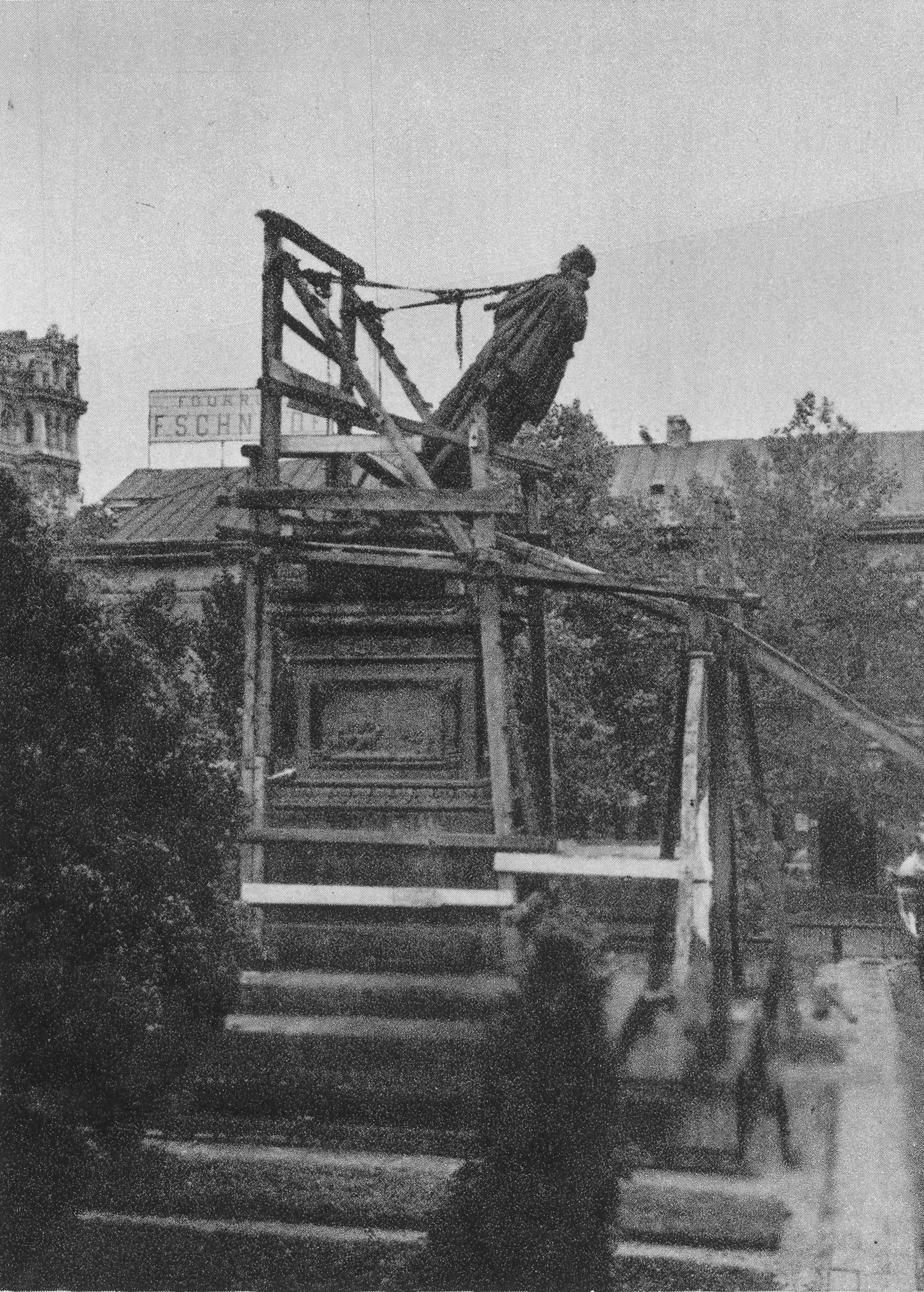
Demontaż monumentu w 1917

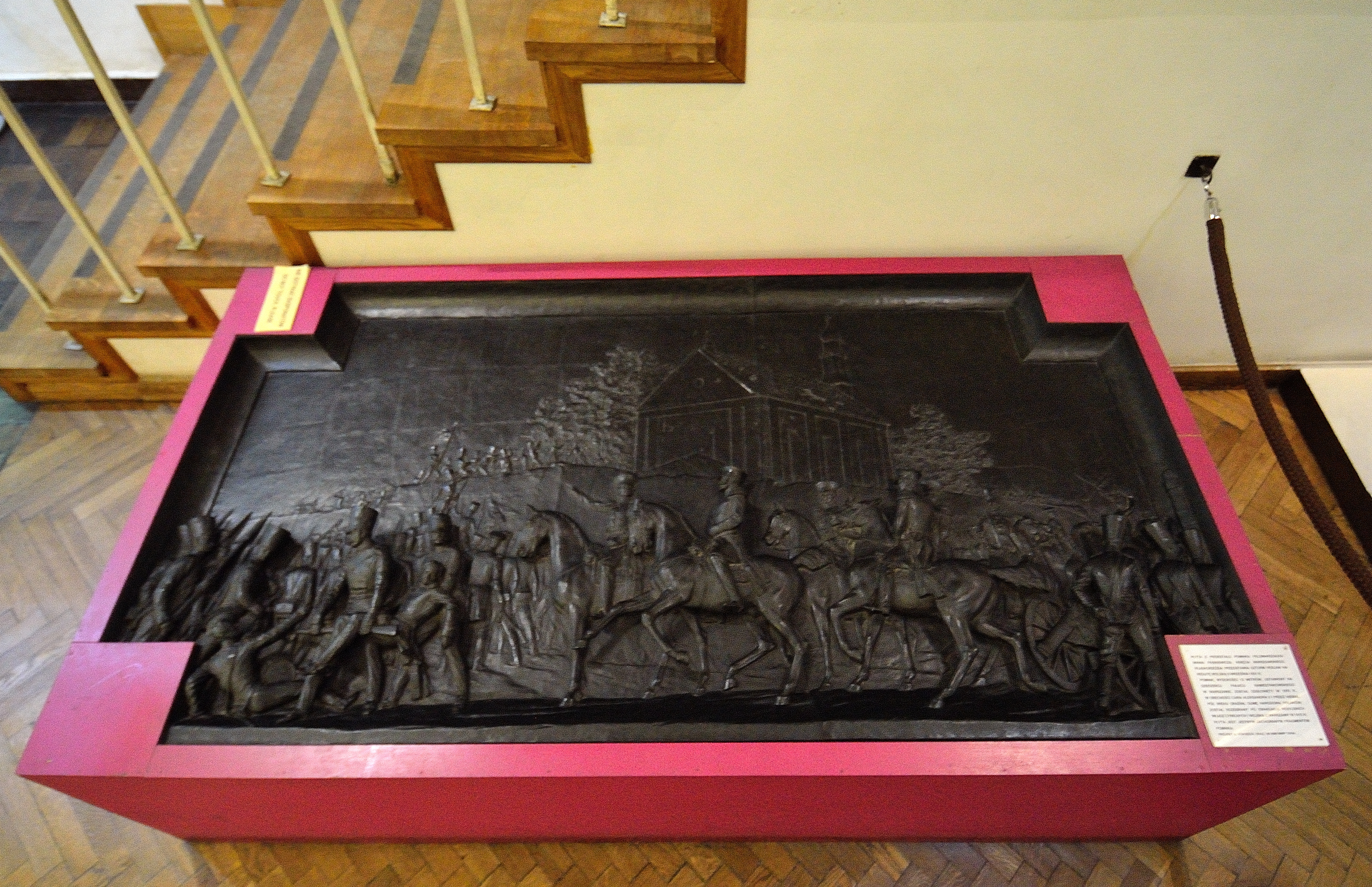
Płyta z pomnika Iwana Paskiewicza w Muzeum Wojska Polskiego w Warszawie

Pomnik Iwana Paskiewicza – pomnik namiestnika Królestwa Polskiego Iwana Paskiewicza,  który znajdował się w latach 1870–1917 na dziedzińcu dzisiejszego Pałacu Prezydenckiego przy ul. Krakowskie Przedmieście 46/48 w Warszawie.

## Historia
Autorem pierwszego projektu monumentu był profesor Akademii Sztuk Pięknych w Sankt Petersburgu rzeźbiarz Mikołaj Pimienow, a po jego śmierci (1864) prace dokończył Aleksander von Bock. Posąg feldmarszałka został odlany w brązie w petersburskich zakładach Nikolsa i Plinkego.
Koszty budowy pomnika zostały pokryte z budżetu Królestwa Polskiego. Lokalizację wybrał sam car Aleksander II, który również zadecydował o wielu szczegółach 12-metrowego monumentu. Stanął on w miejscu pierwotnie przeznaczonym dla pomnika księcia Józefa Poniatowskiego (po upadku powstania listopadowego trafił on do Twierdzy Modlin, skąd w 1842 został wywieziony do rezydencji Paskiewiczów w Homlu). Wybór lokalizacji miał dla społeczeństwa polskiego oczywistą wymowę.
Monument został uroczyście odsłonięty 3 lipca 1870 w obecności cara Aleksandra II.
Przeciwnikiem wystawienia w Warszawie pomnika Paskiewiczowi był jego syn, książę Teodor Paskiewicz. Na uroczystości – chociaż pełnił funkcję przybocznego adiutanta cara – pojawił się demonstracyjnie w zwykłym mundurze, a następnego dnia poprosił o dymisję. 
Na początku sierpnia 1915, w obliczu nacierających wojsk niemieckich, Rosjanie ewakuowali się z Warszawy, która została zajęta przez Niemców. 19 października 1917 pomnik, uważany za jeden z symboli rosyjskiego panowania na ziemiach polskich, został za zgodą niemieckich władz okupacyjnych zdemontowany. Istniał plan wymiany monumentu na pomnik Józefa Poniatowskiego, jednak władze radzieckie nie były tym zainteresowane (pomnik Poniatowskiego został ostatecznie zwrócony Polsce w 1922 na mocy traktatu ryskiego). 
Fragmenty monumentu Paskiewicza trafiły do magazynu miejskiego przy ul. Karowej i na początku lat 20. zostały przetopione. Na dawnym miejscu przed pałacem pozostawiono jednak cokół pomnika wykonany z ciemnoszarego granitu finlandzkiego. Cokół został usunięty w 1922 i wykorzystany do budowy pomnika Józefa Poniatowskiego odsłoniętego na placu Saskim w 1923.
Jedynym zachowanym fragmentem pomnika Iwana Paskiewicza jest jedna z czterech brązowych płyt umieszczonych na cokole, na której przedstawiono scenę szturmu Woli w 1831. Płyta od 1920 znajduje się w zbiorach Muzeum Wojska Polskiego w Warszawie.

## Projekt i wymowa
Pełnopostaciowy pomnik był utrzymany w stylu akademickiego klasycyzmu, i niezależnie od jego politycznej wymowy nie był pozbawiony wartości artystycznych. Przedstawiał Iwana Paskiewicza w mundurze, z odkrytą głową i płaszczem na ramionach. Na granitowym cokole ustawiono piedestał z brązu z czterema płaskorzeźbami, które przedstawiały:
- zdobycie Erywania w 1827 przez wojska Paskiewicza
- szturm Woli 6 września 1831
- wjazd Aleksandra II do Warszawy 25 sierpnia 1840
- herb Iwana Paskiewicza

Napis na cokole, wykonany z pozłacanych liter w języku rosyjskim, brzmiał: Generałowi – feldmarszałkowi księciu warszawskiemu hrabiemu Paskiewiczowi-Erywańskiemu.